# Takeda Nobushige
Takeda Nobushige (武田信繁?   1525 - 1561) fue un samurái japonés perteneciente al clan Takeda durante el período Sengoku de la historia de Japón y hermano menor de Takeda Shingen.

## Biografía
Nobushige era el predilecto de su padre para heredar el clan Takeda así como su poder, tierras y bienes pero Shingen se rebeló y se apropió del liderazgo con el apoyo del mismo Nobushige.
Nobushige no solo fue reconocido por su visión estratégica (fue considerado como uno de los famosos Veinticuatro Generales de Takeda Shingen), sino por su sabiduría; entre otras obras escribió el Kyūjūkyū Kakun, una serie de 99 leyes cortas mediante los cuales se regía el comportamiento de los miembros del clan Takeda.
Nobushige murió durante la Cuarta Batalla de Kawanakajima en 1561.
El nombre inicial de Sanada Yukimura, Sanada Nobushige, fue en honor de Takeda Nobushige.